# SPRY1
SPRY1‏ (Sprouty RTK signaling antagonist 1) هوَ بروتين يُشَفر بواسطة جين SPRY1 في الإنسان.